# Clare Hudson
Clare Hudson est une chercheuse en biologie du développement d'origine anglaise, actuellement chargée de recherche au CNRS.

## Biographie
Clare Hudson a étudié à l'université de Nottingham.

## Carrière
Clare Hudson réalise sa thèse à l’Université de Warwick de septembre 1994 à janvier 1998, sur le sujet du clonage et de la caractérisation des gènes spécifiques des pôles végétatifs chez Xenopus laevis (The cloning and characterisation of vegetal pole specific genes in Xenopus laevis).
Elle réalise ensuite un post-doctorat au Laboratoire de Génétique et Physiologie du Développement de l’institut de Biologie du Développement de Marseille (France), de mai 1998 à septembre 2002. Elle y participe à établir l'ascidie Ciona comme nouveau modèle expérimental en biologie du développement.
Depuis octobre 2002, elle travaille en tant que chargée de recherche au Laboratoire de Biologie du Développement de l'Université Pierre et Marie Curie, à Villefranche-sur-Mer, notamment sur le développement embryonnaire des cellules neurales grâce au modèle Ciona qu'elle a développé.

## Prix et distinctions
- Médaille de Bronze du CNRS (2008[7],[8]).